# آشوت آرسنیان
آشوت یغیشهٔ آرسنیان (ارمنی: Աշոտ Եղիշեի Արսենյան؛ زادهٔ ۱۴ نوامبر ۱۹۶۰) یک کارآفرین و سیاستمدار اهل ارمنستان است که از تاریخ ۲۰۰۳ تا تاریخ ۲۰۱۸ سمت نمایندگی دوره‌های سوم تا ششم مجلس ملی جمهوری ارمنستان را برعهده داشت.

## زندگی‌نامه
در ۱۴ نوامبر ۱۹۶۰ در گندواز به دنیا آمد .